# フォード・フュージョン
フュージョン (FUSION) は、ドイツ連邦共和国の自動車メーカー、フォード・オブ・ヨーロッパにより2002年10月から2012年9月にかけて製造、主に欧州市場において販売された5ドアMPV型の小型乗用車 (Bセグメント相当) である。同名の車種が北米市場においても製造、販売されたものの、本車種とは全くの別設計である。

## 歴史
2001年 (平成13年) 2月
ジュネーヴ州ジュネーブ市のパレクスポ国際展示場において開催された第71回ジュネーヴ国際モーターショーにおいて、コンセプトカーとして発表。
2002年 (平成14年) 3月
ジュネーヴ州ジュネーブ市のパレクスポ国際展示場において開催された第72回ジュネーヴ国際モーターショーにおいて、量産予定車として発表。
2002年 (平成14年) 10月
販売開始。
プラットフォームはB3プラットフォームを採用しており、プラットフォームを共有する5代目フィエスタをベースとした。なお、全長、全幅、全高をそれぞれ延長し、Hポイントシートの配置位置を高め、シアター形式と6:4分割可倒式リアシート、可倒式助手席、カーゴシルと同じ高さに配置した荷室空間を備える。
Bクラス級の足回りによる経済的な操作性、4mの接地面により向上した操縦性、高められた全高による室内空間、乗降性、荷室空間に優れる。なお、全輪駆動車の設定は無い。
ベース車であるフィエスタの上級車種であるフォーカスにおける、C-MAXと同様の位置付けである。
製造はケルン・ボディ&アセンブリにおいて行われる。販売は欧州市場及びインド市場のみであるものの、アンゴラ共和国、トルコ共和国、ロシア連邦、香港特別行政区と言った50カ国以上へ輸出も行われた。なお、日本市場へ輸出は行われない。
ユーロNCAPにより実施された衝突安全試験では、成人乗員保護性能で5つ星中4つ星、歩行者保護性能で4つ星中2つ星を獲得した。
2005年 (平成17年) 1月
マイナーチェンジを施した2006年式を発表。
2005年 (平成17年) 11月
マイナーチェンジを施した2006年式を販売開始。ヘッドランプ、テールランプ、バンパーフェイシア、サイドドリップモール、ドアミラー、アナログメーターディスプレイを変更し、ボディカラーの明度を高め、内装にソフトタッチ素材を採用した。
2012年 (平成24年) 9月
製造終了。後継車種はB-MAXとなる。

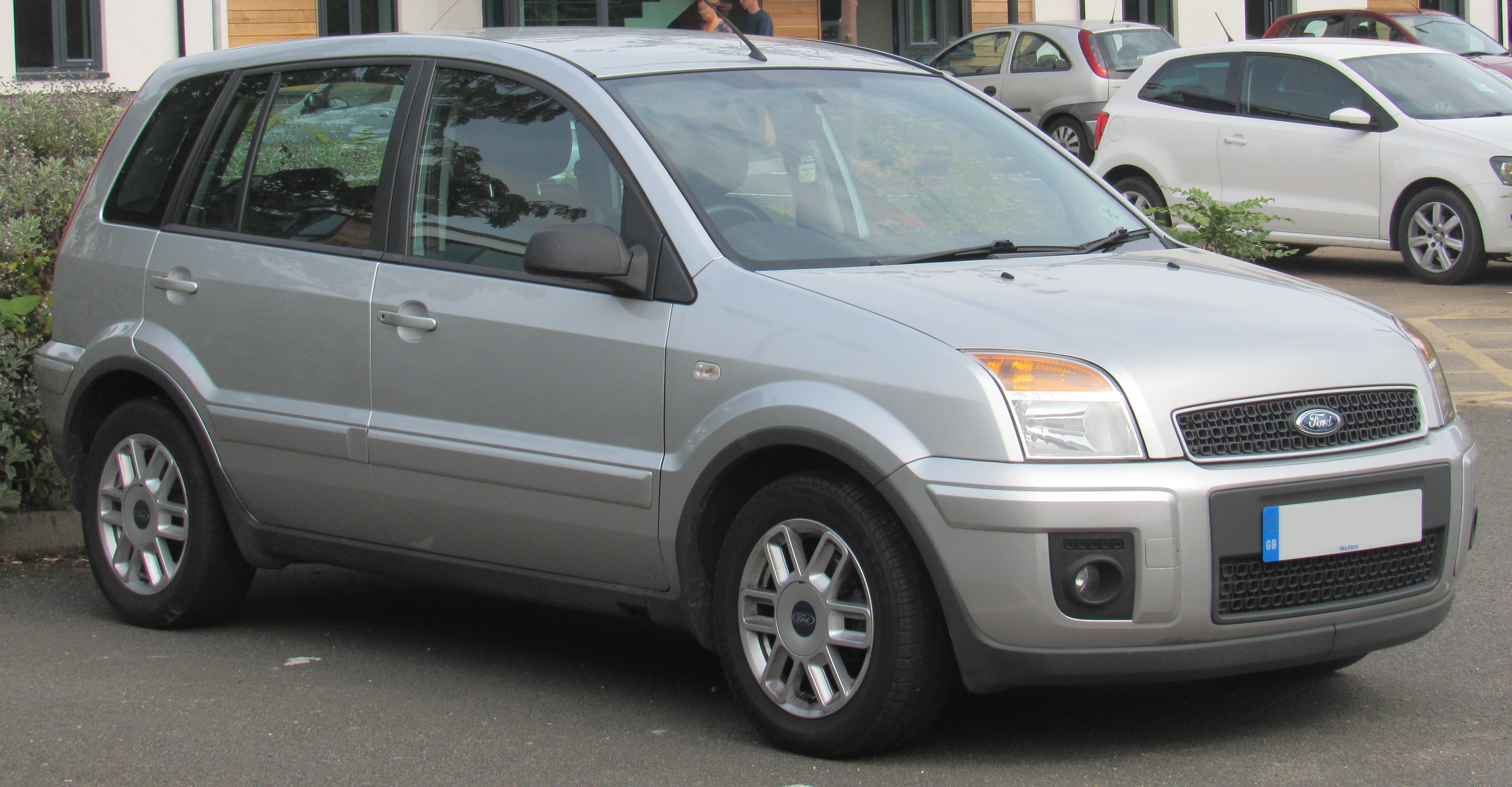
2005年11月改良型 1.4
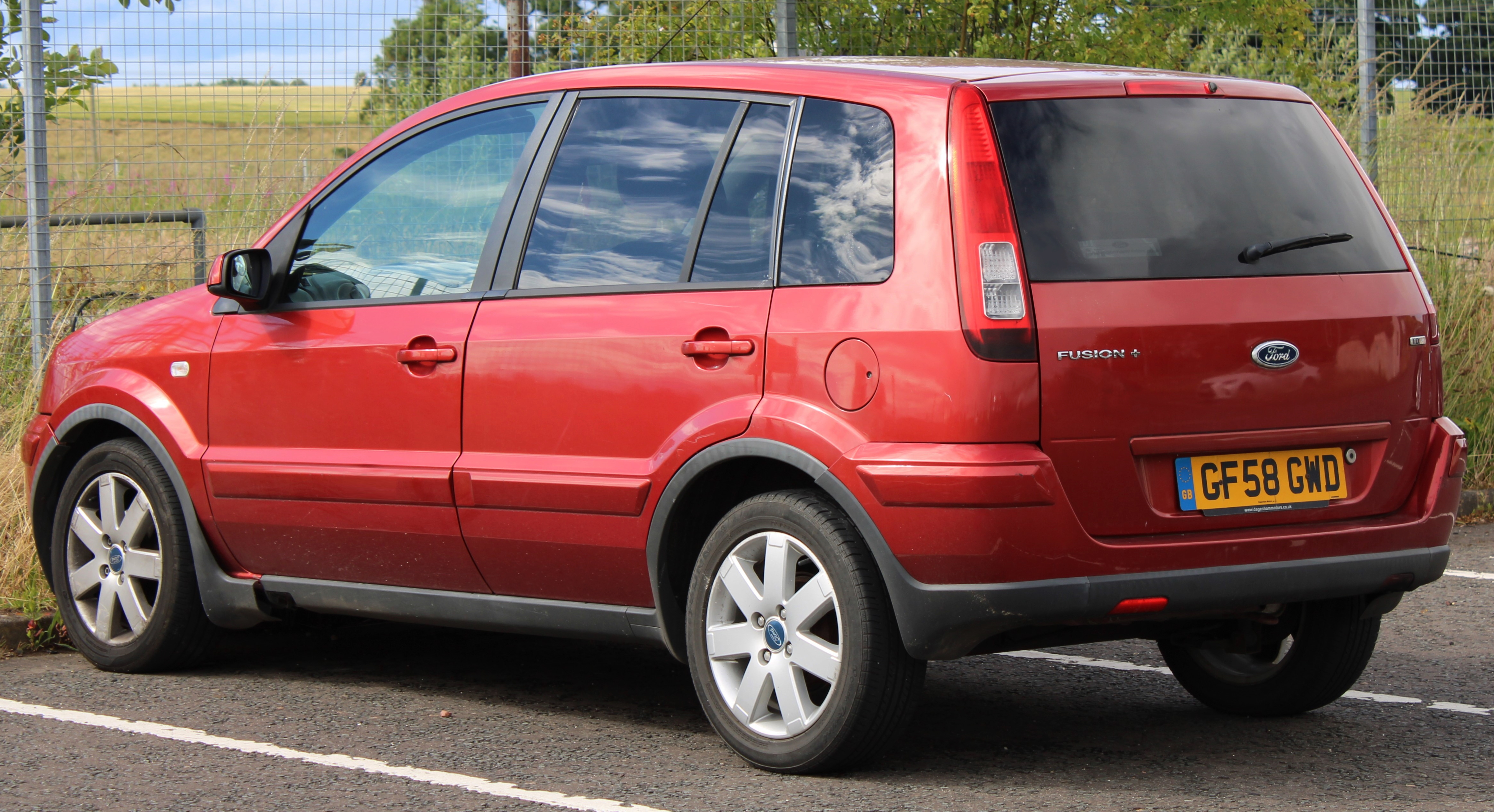
2005年11月改良型 TDCi